# مت دویل (هنرپیشه)
مت دویل (انگلیسی: Matt Doyle؛ زادهٔ ۱۳ مهٔ ۱۹۸۷) یک خواننده و بازیگر اهل ایالات متحده آمریکا است. وی از سال ۲۰۰۶ میلادی تاکنون مشغول فعالیت بوده‌است. 
دویل آشکارا یک همجنسگرا است.
همچنین او در هفتاد و پنجمین دوره جوایز تونی(۲۰۲۲)، برندهٔ جایزه تونی شد.